# Бёрнс, Уильям Уоллес
Уильям Уоллес Бёрнс (англ. William Wallace Burns) (3 сентября 1825 — 19 апреля 1892) — американский кадровый военный, выпускник Вест-Пойнта, участник Мексиканской войны и Индейских войн, генерал армии Союза в годы гражданской войны. Проявил себя в основном в начале войны, во время Кампании на полуострове.

## Ранние годы
Бёрнс родился в огайском Кошоктоне, в семье будущего конгрессмена Джозефа Бёрнса (1800–1875) и Мэри-Энн Хей (урождённой Джонстон 1818–1892). В 1842 году он окончил военную академию Вест-Пойнт и окончил её 28-м по успеваемости в выпуске 1847 года, проучившись на год дольше обычного из-за плохого английского. Его определили в 3-й пехотный полк во временном звании второго лейтенанта. Бёрнс принял участие в войне с Мексикой в 1847 году, но служил на рекрутской службе. 8 сентября 1847 года он получил постоянное звание второго лейтенанта.
В 1848 году Бёрнс служил в гарнизоне Ист-Паскагулы (Миссисипи), затем находился на фронтире в форте Смит в Арканзасе (1849 — 1850), служил в форте Гибсон (1850 — 1851), и 12 августа 1850 года получил звание первого лейтенанта 5-го пехотного полка. В 1851 году участвовал в марше к Фантом-Хилл в Техасе, служил в форте Фантом-Хилл на реке Бразос (1851 — 1854), в Сан-Антонио (1854), и снова на рекрутской службе с 1854 по 1856 год. 1 ноября 1856 года он стал квартирмейстером 5-го пехотного полка (по 1 ноября 1858 года). В 1856 — 1857 годах участвовал в войнах с Семинолами. Участвовал в Ютской войне. 3 ноября 1858 года получил звание капитана и служил в штабе в отделе снабжения. С 1858 по 1861 год служил снабженцем (Commissary duty) в фортах Смит, Вашита, Арбакл и Кобб.

## Гражданская война
Когда началась Гражданская война, Бёрнс вернулся в Огайо и 24 марта 1861 года стал главным снабженцем Огайского департамента. 3 августа 1861 года он получил звание майора. Он служил снабженцем до 30 октября, за это время приняв участие в Западновирджинской кампании генерала Макклеллана. 28 сентября 1861 года он стал бригадным генералом Добровольческой армии США. С ноября по март он служил в долине Шенандоа и при военном трибунале, а 21 октября, когда полковник Эдвард Бэйкер погиб в сражении при Боллс-Блафф, Бёрнс принял командование его бригадой. Она состояла из 4-х пенсильванских полков и была известна как Филадельфийская бригада:
- 69-й Пенсильванский пехотный полк, полковник Джошуа Оуэн
- 71-й Пенсильванский пехотный полк, полковник Исаак Уистар[англ.]
- 72-й Пенсильванский пехотный полк, полковник Девитт Бакстер[англ.]
- 106-й Пенсильванский пехотный полк, полковник Тернер Морхед

В марте, когда были сформированы корпуса Потомакской армии, бригада Бёрнса повала в дивизию Джона Седжвика (во II корпусе Потомакской армии).